# 종교와 신화
종교와 신화는 다르지만 중복되는 측면이 있다. 두 용어는 초자연 또는 신성에 관한 진술을 만들며, 특정 지역에 매우 중요한 개념의 체계를 나타낸다. 일반적으로, 신화는 종교의 한 구성 요소 또는 측면으로 간주된다. 종교는 광범위한 용어이다. 신화적인 측면 외에, 그것은 의식, 도덕, 신학, 그리고 신비주의의 측면을 포함한다. 주어진 신화는 거의 항상 고대 그리스 종교와 그리스 신화처럼 특정 종교와 연관되어 있다. 종교적인 체계에서 분리된, 신화는 지역 사회에 즉각적인 관련성을 잃고 (신성시되는 중요성과는 떨어져서) 전설이나 민속으로 발전할 수 있다.

## 같이 보기
일반
- 비교 신화학
- 창조 신화
- 밀교
- 마법과 종교
- 신화와 의식
- 신화 신학
- 신지학 협회

세계 종교의 신화
- 불교 신화
- 기독교 신화
- 힌두교 신화
- 이슬람교 신화
- 유대교 신화

## 참고 도서
- Campbell, Joseph, The Hero with a Thousand Faces, Princeton University Press, 1949. ISBN 978-0-691-01784-6
- Girard, René, Jean-Michel Oughourlian, and Guy Lefort, "Things Hidden since the Foundation of the World 보관됨 2019-12-10 - 웨이백 머신". Stanford University Press, 1987
- Goodwin, J., "Mystery Religions of the Ancient World". Thames & Hudson, 1981.
- Heidel, Alexander, "The Epic of Gilgamesh and Old Testament parallels". University of Chicago Press, 1963.
- Redford, Donald, "Similarity Between Egyptian and Biblical Texts—Indirect Influence?" Biblical Archaeology Review, 1987. (13[3]:18-32, May/June)
- Wright L.M. Christianity, Astrology and Myth. USA: Oak Hill Free Press, 2002. ISBN 0-9518796-1-8
- Brantley, Garry K., "Pagan Mythology and the Bible". Apologetics Press, 1993. (Originally published in Reason & Revelation, July 1993, 13[7]:49-53.)
- Robinson, B. A.,"Parallels between Christianity and ancient Pagan religions 보관됨 2019-08-02 - 웨이백 머신". Ontario Consultants on Religious Tolerance, 2004.